# Elsa Diringer
Pour les articles homonymes, voir Elsa et Diringer.
Elsa Diringer, née en 1982 à Strasbourg, est une réalisatrice et scénariste française.

## Biographie
Elsa Diringer est née en 1982. Après une classe préparatoire littéraire, elle obtient une licence en philosophie, ainsi qu’un master en études cinématographiques à l'université Paris 8.
Après ses études, elle travaille comme assistante son sur des films d'Alain Resnais, Nicole Garcia, René Féret, Jean-Pierre Améris.
En 2009, elle réalise un court métrage, Ada, produit par Lazennec et sélectionné au Festival de Clermont-Ferrand en compétition nationale. Suivront de nombreux courts métrages réalisés au sein du collectif Tribudom initié par Claude Mouriéras, dont, en 2011, C'est à Dieu qu'il faut le dire, co- produit par Ex Nihilo, sélectionné dans de très nombreux festivals nationaux et internationaux, et nommé aux Lutins du court métrage.
En 2012, elle obtient le prix du meilleur scénario au festival de Pantin pour "L'instant présent", court métrage produit par Ex Nihilo. Peu à peu elle abandonne la son pour se consacrer exclusivement à la réalisation.
En 2013, elle commence l’écriture de son premier long métrage, « Luna », toujours produit par Ex Nihilo. Le tournage du film s’est déroulé à l’été 2016, avec Rod Paradot, Laetitia Clément, Frédéric Pierrot, Lyna Khoudry... « Luna » a été sélectionné en compétition au festival du Cinéma Méditerranéen 2017 et au festival du film français de Los Angeles où il a obtenu le Prix du meilleur premier film. Laetitia Clément a gagné le prix d’interprétation « premier rendez vous » au festival du film de Cabourg 2018. Il est sorti le 11 avril 2018 et a été distribué par Pyramide.
Elsa Diringer a collaboré à l’écriture du scénario « Rêves de jeunesse » d’Alain Raoust, sélectionné à l’ACID au festival de Cannes 2019.
Elle intervient régulièrement à la Cinéfabrique, école de cinéma nationale, ainsi que pour l’association Tribudom, pour des ateliers de scénario ou de mise en scène, ainsi que pour le jury du concours section scénario.

## Filmographie

### Comme réalisatrice et scénariste
- 2007 : Les Féminines (court métrage documentaire)
- 2007 : Passagère (court métrage)
- 2009 : Ada (court métrage)
- 2010 : La Meilleure Amie (court métrage)
- 2011 : C'est à Dieu qu'il faut le dire (court métrage)
- 2013 : L'Instant présent (court métrage)
- 2014 : Réussir (court métrage)
- 2017 : Luna

### Comme technicienne son
- 2008 : Comme une étoile dans la nuit de René Féret - perchiste
- 2008 : The Dream I Had Last Night (court métrage) d'Inoe Scherer - perchiste
- 2009 : Mon père s'appelle Zoltán (documentaire) d'Agnès Szabó - son
- 2009 : L'Esclave de Magellan (court métrage) de Thomas Wallon - perchiste
- 2010 : Les Émotifs anonymes de Jean-Pierre Améris - assistante son
- 2010 : Un balcon sur la mer de Nicole Garcia - assistante son
- 2011 : Faute de temps (court métrage) de Zaven Najjar - perchiste
- 2011 : Vous n'avez encore rien vu (Long métrage) d'Alain Resnais - stagiaire son
- 2013 : Expiration (court métrage) de Cheng-Chui Kuo - perchiste

### Autres
- 2007 : Les Féminines (court métrage documentaire) d'elle-même - cheffe opératrice
- 2008 : Kady, la belle vie (téléfilm documentaire) de Claude Mouriéras - supervision de la traduction